# 籟・来・也
『籟・来・也』（らい らい や）は、GARNET CROWの20枚目のシングル。2006年3月1日に発売された。

## 解説
タイトルに取り入れられている「籟（らい）」という漢字は、「風が物に当たって発する音」（大辞泉より）という意味があり、シングル全体を通して「風」が感じられる楽曲構成となっている。また「籟・来・也」にはケーナという民族楽器が演奏に取り入れられている。
この曲とともに手がけられた古井弘人のサウンドトラック『imagination』がインターネット配信されている。配信曲という形ではあるが、古井弘人が単独でアルバムを出すのはこれが初めてである。

## 収録曲
1. 籟・来・也
  - 作詞：AZUKI七 / 作曲：中村由利 / 編曲：古井弘人

TBS系全国ネットスペシャル番組『キヤノンスペシャル 古代発掘ミステリー秘境アマゾン巨大文明 〜大発見!紀元前の遺跡･･･大地を改造した幻の民族〜』イメージソング[1]
タイアップが決定する以前から制作されており、番組のイメージと合致するということでタイアップが決定している[2]。
ビデオクリップは、2006年の1月中旬に、兵庫県の山奥で約4時間を費やして撮影されている[3]。
歌詞は四季を取り上げている。
この曲でミュージックステーションに出演した。
2. over blow
  - 作詞：AZUKI七 / 作曲：中村由利 / 編曲：古井弘人
3. 風の音だけをきいて
  - 作詞：AZUKI七 / 作曲：中村由利 / 編曲：古井弘人
4. 籟・来・也 (Instrumental)

## 収録アルバム
籟・来・也
- THE TWILIGHT VALLEY
- THE BEST History of GARNET CROW at the crest...
- THE ONE 〜ALL SINGLES BEST〜

over blow
- All Lovers